# Kaliumfulminaat
Kaliumfulminaat (KCNO) is het kaliumzout van fulminezuur. De stof kent slechts één toepassing: als explosief in slaghoedjes van vuurwapenpatronen.